# Kate Beaton
Kate Beaton (ur. 8 września 1983 w Inverness) – kanadyjska artystka komiksowa, najbardziej znana ze swoich pasków komiksowych Hark! A Vagrant, które ukazywały się w latach 2007-2018.

## Życiorys
Jej rodzina pochodzi ze Szkocji. Dorastała z trzema siostrami w Mabou na wyspie Cape Breton. Uczęszczała do małej szkoły K-12. Ukończyła Mount Allison University w 2005, uzyskując tytuł licencjata z historii i antropologii. Na trzecim i czwartym roku studiów zaczęła rysować komiksy dla gazety uniwersyteckiej "The Argosy". Po studiach pracowała jako asystentka administracyjna w Maritime Museum of British Columbia w Victorii.
W latach 2007-2018 publikowała webkomiks Hark! A Vagrant. Początkowo na blogu prowadzonym na LiveJournal. W maju 2008 założyła własną stronę, również zatytułowaną Hark! A Vagrant. Tematyka serii obejmowała postacie historyczne, takie jak James Joyce czy Ada Lovelace, jak i fikcyjne postacie z literatury zachodniej. W kilku komiksach karykaturowała samą siebie. Hark! A Vagrant w 2012 zdobył nagrodę Ignatz Award w kategorii Outstanding Online Comic, a także Nagroda Harveya w tym samym roku.
Wydany w 2022 autobiograficzny komiks Ducks: Two Years in the Oil Sands (pol. Kaczki. Dwa lata na piaskach) otrzymał wiele nagród, m.in. Nagrodę Eisnera w kategorii Best Graphic Memoir oraz Best Writer/Artist, Nagrodę Harveya w kategorii Book of the Year, a także główną nagrodę Canada Reads 2023. W 2022 Stowarzyszenie Bibliotek Amerykańskich umieściło Ducks na liście dziesięciu najlepszych powieści graficznych dla dorosłych z 2022. W Polsce komiks ukazał się nakładem Kultury Gniewu w 2024 pod tytułem Kaczki. Dwa lata na piaskach.

## Twórczość

### Komiksy
- Never Learn Anything From History (2009)[17]
- Hark! A Vagrant (2011)
- Step Aside, Pops (2015)
- Ducks: Two Years in the Oil Sands (2022; wyd. polskie: Kaczki. Dwa lata na piaskach; 2024[16])

### Książki dla dzieci
- The Princess and the Pony (2015)
- King Baby (2016)